# Trà đạo Nhật Bản
Trà đạo (茶道 sadō) được biết đến như một loại nghệ thuật thưởng thức trà trong văn hóa Nhật Bản, Trà đạo được phát triển từ khoảng cuối thế kỷ 12. Theo truyền thuyết của Nhật Bản, vào khoảng thời gian đó, có vị cao tăng người Nhật là sư Eisai (1141-1215), sang Trung Hoa để tham vấn học đạo. Khi trở về nước, ngài mang theo một số hạt trà về trồng trong sân chùa. Sau này chính Eisai này đã sáng tác ra cuốn "Khiết Trà Dưỡng Sinh Ký" (Kissa Yojoki), nội dung ghi lại mọi chuyện liên quan tới thú uống trà.

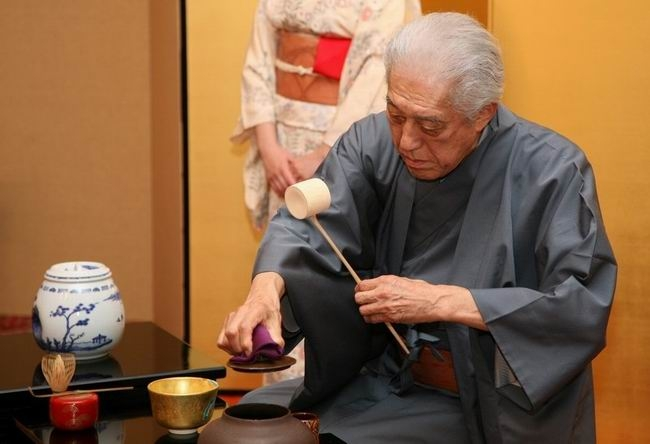

Phương pháp pha chế trà trong trà đạo hiện nay chỉ yếu là Điểm trà và Tiên trà. Đây là các phương pháp bắt nguồn từ Trung Quốc và từng phổ biến tại khối các nước đồng văn Á Đông, trong đó có Việt Nam. Tuy nhiên ngày nay, các phương pháp này đã mai một tại Trung Quốc và Việt Nam, chỉ nổi tiếng và được bảo lưu tại Nhật Bản.
Dần  dần công dụng giúp thư giãn lẫn tính hấp dẫn đặc biệt của hương vị trà đã thu hút rất nhiều người dân Nhật đến với thú uống trà. Họ đã kết hợp thú uống trà với tinh thần Thiền của Phật giáo để nâng cao nghệ thuật thưởng thức trà, phát triển nghệ thuật này trở thành trà đạo (chado, 茶道), một sản phẩm đặc sắc thuần Nhật.
Từ việc đơn giản uống trà, chuyển sang cách pha và uống trà, rồi nghi thức thưởng thức trà cho đến khi đúc kết thành trà đạo, đây là một tiến trình không ngừng nghỉ mà cái đích cuối cùng người Nhật muốn hướng tới đó là cải biến tục uống trà du nhập từ ngoại quốc trở thành một tôn giáo trong nghệ thuật sống của chính dân tộc mình, một đạo lý với ý nghĩa đích thực của từ này.
Tất nhiên ở đây trà đạo không đơn thuần là con đường, là phép tắc uống trà mà trên hết là một phương tiện hữu hiệu nhằm làm trong sạch tâm hồn bằng cách: trước tiên, hòa mình với thiên nhiên, để từ đây tu sửa tâm, nuôi dưỡng tính và đạt tới giác ngộ.

## Khái quát
Hòa, Kính, Thanh, Tịch (和 - 敬 - 清 - 寂) là bốn nguyên tắc cơ bản của Trà đạo. Phật giáo thường dùng thuật ngữ "ngón tay chỉ mặt trăng". Suy rộng ra, Trà đạo là con đường mà đi hết con đường đó sẽ đến nơi có "trà vừa ngon vừa không ngon". Cũng như nhiều thứ cần phải rèn luyện, học tập, Trà đạo luôn gắn liền với thực hành. Khác với trông chờ vào đâu đó, Trà đạo thuộc về bên lối sống "tự làm chủ bản thân".

## Lịch sử

### Giai đoạn 1
Vào thế kỷ thứ 8 - 14 trà bắt đầu được sử dụng phổ biến trong tầng lớp quý tộc. Lúc đó có các cuộc thi đấu đoán tên trà. Văn hóa uống trà giai đoạn đó được coi là những trò chơi xa xỉ và tầng lớp quý tộc rất thích dụng cụ uống trà Trung Quốc.
Giữa cái bối cảnh xô bồ này, một nhà sư tên là Murata Juko đã tìm thấy vẻ đẹp giản dị tồn tại trong văn hóa uống trà. Đến với trà bằng tinh thần của nhà sư, nên Murata Juko rất coi trọng cuộc sống tinh thần. Trà đạo ra đời như thế.
Juko yêu cái đẹp "wabi" và "sabi".
Tuy nhiên, trà đạo vẫn còn chưa được nhiều người biết đến.
Sau Murata Juko, người kế nghiệp tiếp theo là Takeno Jyoo.
Jyoo quan niệm: "Mặc dù xung quanh chúng ta chẳng có gì cả: không hoa, không lá; nhưng có cảnh hoàng hôn chiều tà với một mái nhà tranh."

### Giai đoạn 2
Sau thời Jyoo, đến thế kỷ 16 là thời của Senno Rikyu - Rikiu mới là người đã đưa ra bước ngoặt quan trọng, tạo nên một văn hóa trà đạo trong giới võ sĩ (samurai). Senno Rikyu đã là thầy dạy trà đạo cho Oda Nobunaga (Shogun - người đứng đầu giới võ sĩ) của thời Azuchi. Sau khi Oda Nobunaga chết, Toyotomi Hideyoshi lên (thời Momoyama) thì Senno Rikyu tiếp tục dạy cho ông này. Như vậy, hoạt động của Senno Rikyu có tầm ảnh hưởng khá sâu rộng trong tầng lớp võ sĩ, và ảnh hưởng mạnh đến chính trị thời đó.

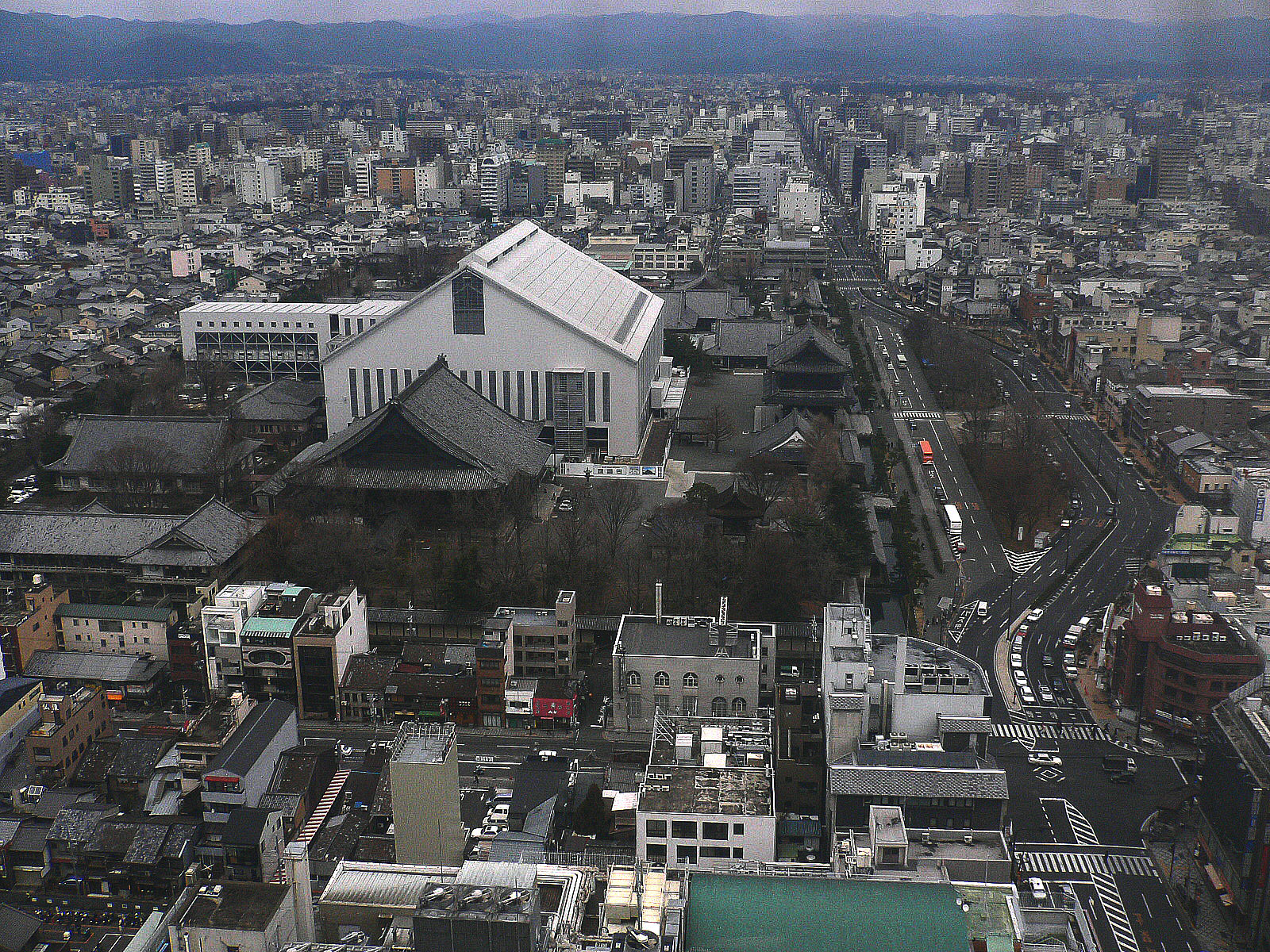
Đông Honganji

Trong thế kỷ 16, cùng thời với Senno Rikyu, còn có Yabunnouchi Jyochi, cũng là học trò của Takeno Jyoo. Yabunouchi Jyochi là trà sư tại chùa Honganji, ngôi chùa lớn nhất đất nước Nhật Bản. Yabunouchi chú trọng việc thực hành Trà đạo ở chính nơi bản thân, nơi lối sống, nơi cái tâm trong trẻo của mỗi người.
Ngoài ra còn có nhiều trà nhân khác nữa. Mỗi trà nhân đều pha trà theo phong cách riêng của mình. Nếu các phái (trà) có sự khác nhau thì chỉ khác một chút ở phần thực hiện những động tác của nghi thức pha trà, tức là khác phần bên ngoài, còn đạo tinh thần bên trong là duy nhất.

### Giai đoạn 3
Trà đạo trong thời hội nhập
Trà đạo hiện nay cũng dần được biến đổi, trong mỗi phòng trà đều có một số bàn ghế gỗ cho khách ngồi. Nếu như khách không thể quen với kiểu ngồi truyền thống của Nhật thì sự biến đổi nói trên cho phép người phương Tây với thói quen hiện đại cũng có thể tham gia được những buổi trà đạo mà không hề làm mất đi không khí tôn nghiêm trong phòng uống trà. Dần dần, trà đạo được đưa vào phòng khách theo phong cách phương Tây. Người đến không cần phải gò bó theo kiểu ngồi hay cách uống trà của người Nhật vẫn có thể mặc áo theo kiểu Tây phương.

## Trà thất

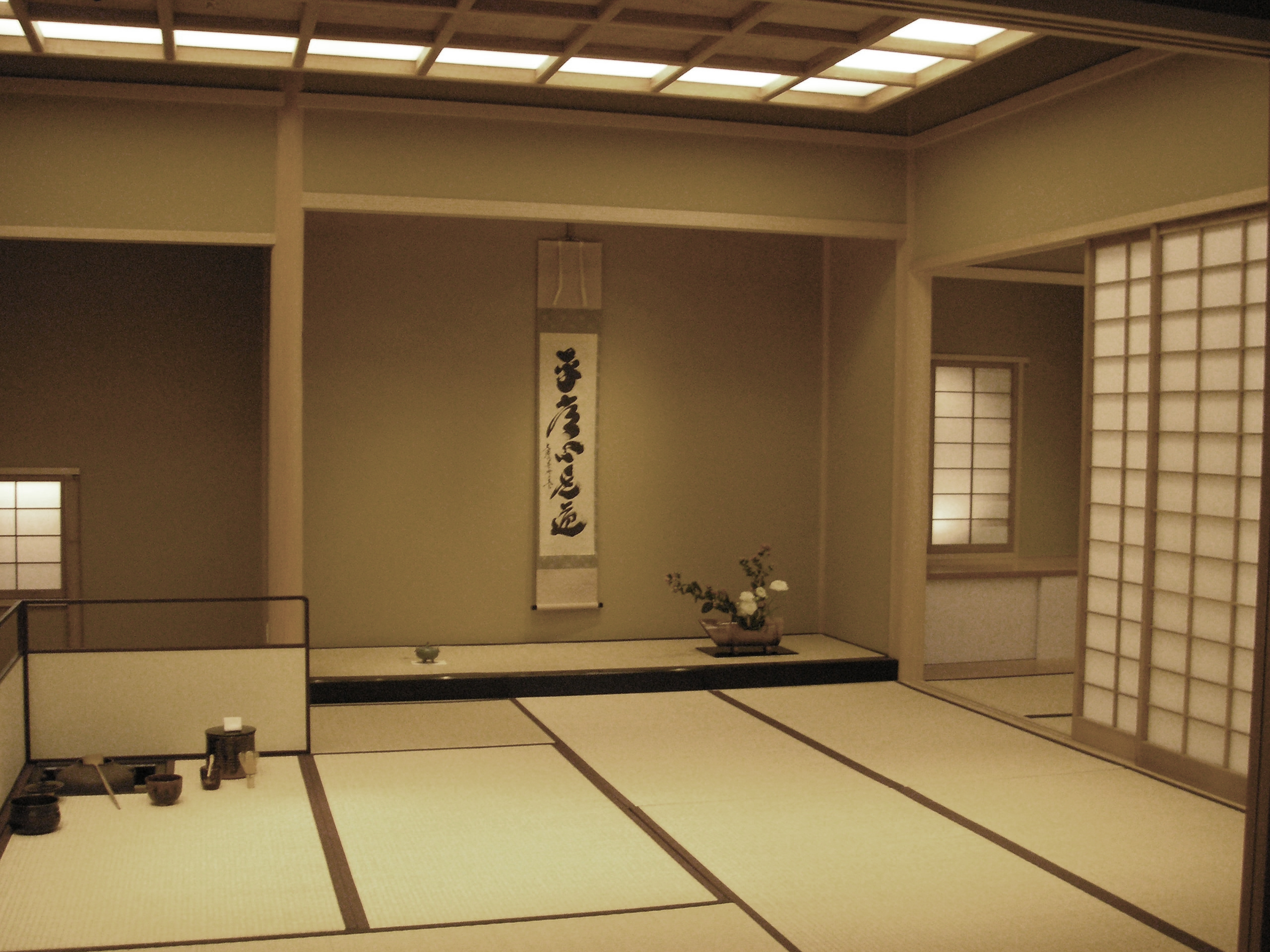
Bên trong một Trà thất

Trà thất là một căn phòng nhỏ dành riêng cho việc uống trà, nó còn được gọi là "nhà không". Đó là một căn nhà mỏng manh với một mái tranh đơn sơ ẩn sau một khu vườn. Cảnh sắc trong vườn không loè loẹt mà chỉ có màu nhạt, gợi lên sự tĩnh lặng. Trong khu vườn nhỏ có thể bố trí một vài nét chấm phá để tạo nên một ấn tượng về một miền thung lũng hay cảnh núi non cô tịch, thanh bình. Nó như một bức tranh thủy mặc gợi lên bầu không khí mà Kobiri Emshiu đã tả:
Một chòm cây mùa hạ,
một nét biển xa,
một vừng trăng chiếu mờ nhạt.
Trên con đường dẫn đến trà thất, có một tảng đá lớn, mặt tảng đá được khoét thành một cái chén đựng đầy nước từ một cành tre rót xuống. Ở đây người ta "rửa tay" trước khi vào ngôi nhà nằm ở cuối con đường, chỗ tịch liêu nhất:
Tôi nhìn ra,
không có hoa,
cũng không có lá.
Trên bờ biển,
một chòi tranh đứng trơ trọi,
trong ánh nắng nhạt chiều thu.
Ngôi nhà uống trà làm bằng những nguyên liệu mong manh làm cho ta nghĩ đến cái vô thường và trống rỗng của mọi sự. Không có một vẻ gì là chắc chắn hay cân đối trong lối kiến trúc, vì đối với thiền, sự cân đối là chết, là thiếu tự nhiên, nó quá toàn bích không còn chỗ nào cho sự phát triển và đổi thay. Điều thiết yếu là ngôi trà thất phải hòa nhịp với cảnh vật chung quanh, tự nhiên như cây cối và những tảng đá. Lối vào nhà nhỏ và thấp đến nỗi người nào bước vào nhà cần phải cúi đầu xuống trong vẻ khiêm cung, trong khi người võ sĩ đạo thì phải để lại bên ngoài cây kiếm dài. Ngay trong phòng trà cũng ngự trị một bầu không khí lặng lẽ cô tịch, không có màu sắc rực rỡ, chỉ có màu vàng nhạt của tấm thảm rơm và màu tro nhạt của những bức vách bằng giấy.

## Tokonoma
Tokonoma là một góc phòng được trang trí và hơi thụt vào trong so với vách tường. Tokonoma là một trong bốn nhân tố thiết yếu tạo nên phòng khách chính của một căn nhà. Bản thân từ "tokonoma" ám chỉ góc phòng thụt vào hoặc căn phòng có góc như nó. Có một vài dấu hiệu để biết đâu là tokonoma. Thông thường, có một khu vực để treo tranh hoặc một bức thư pháp. Hay có một cái giá nhỏ để đặt hoa, có thể là một chiếc bình, có thể nhìn thấy một hộp hương trầm. Một gia đình truyền thống Nhật có nhiều cuộn giấy và các vật dụng khác mà họ trưng bày ở tokonoma tuỳ từng mùa hoặc ngày lễ gần nhất. Khi bước vào một trà thất, người ta thường quỳ và ngắm tokonoma một lát. Cũng có thể xem các vật được trưng bày. Thiền gây ảnh hưởng đến tokonoma lẫn chabana chỉ khi chúng ta chú tâm đến những chi tiết nhỏ bé trong cuộc sống thì mới thấy vẻ đẹp trong những điều giản dị.

## Chabana
Chabana (茶花) là phong cách cắm hoa đơn giản mà thanh lịch của Trà đạo, có nguồn gốc sâu xa từ việc nghi thức hóa Ikebana. Cha, theo nghĩa đen, là "trà" và ban, biến âm của từ hana, có nghĩa là "hoa". Phong cách của chabana là không có bất kỳ quy tắc chính thức nào để trở thành chuẩn mực cho nghệ thuật cắm hoa trong trà thất. Hoa thể hiện tình cảm của chủ nhà trong một buổi tiệc trà. Hoa được cắm trong một chiếc bình hoặc một cái lọ mộc mạc với phong cách thay đổi theo mùa. Lọ hoa có thể được làm từ bất kỳ chất liệu nào, từ đồng, gốm tráng men hoặc không tráng men, cho đến tre, thủy tinh và các vật liệu khác.
Khi cắm hoa cho một bữa tiệc trà, đầu tiên chủ nhà phải chọn hoa và lọ tương ứng. Hoa trong phòng trà gợi được cho người ngắm cảm giác như đang đứng giữa khu vườn tự nhiên.

## Kakejiku
Kakejiku tạm hiểu chỉ là một tấm vải trống trơn, nó có thể cuộn vào đi theo bia rượu, hoặc mở ra treo trên vách tường tokonoma. Lúc thì gắn vào Kakejiku một bức tranh nhỏ, lúc khác một bức thư pháp hoặc là sự kết hợp cả tranh và chữ (thư họa). Những nội dung khi xuất hiện trên Kakejiku thường mang ý nghĩa sâu xa, có thể là một công án Thiền tông,... Chẳng hạn,
một câu nói đã được nhắc đến nhiều trong Thiền: "Bình thường tâm thị đạo", hoặc một câu văn dường như là riêng biệt của Trà đạo:" Nhất kỳ Nhất hội", hay đơn giản chỉ là một chữ :"Vô" là từ Hán Việt. Từ Việt có nghĩa tương đương là Không. Kakejiku luôn gắn liền với dáng vẻ, với niềm tin không chia ly, không so bì, không say rượu, không si mê, không mù quáng, không sùng bái. Trong thời hội nhập, có những lúc Kakejiku gắn theo một nội dung mới. Khi này, một câu văn thơ Việt: "Nghìn trái tim mang trong một trái tim", hoặc khi khác, một câu như: :" Yêu là chết ở trong lòng một ít", hay một chữ vài chữ tiếng Anh như:"Just do it!".

## Đạo cụ
Để có thể thực hiện được một nghi thức Trà Đạo, người hành lễ cần phải có đầy đủ các yếu tố sau:

### Trà Thất
Trà Thất: Là một căn phòng có kích thước nhỏ nhất khoảng 3x3m. Trong phòng có trải những tấm tatami hay chiếu tre được sắp xếp thành hình vuông bởi 8 mảnh 0.75x1.5m, trông rất đẹp và trang nhã. Cách bày trí các đạo cụ trong Trà Thất gồm: Tranh, thơ, câu liễn: Là những bức tranh về phong cảnh thiên nhiên hay những bài thơ, câu liễn được treo, dán trong Trà Thất. Nó sẽ làm tăng thêm phần trang trọng cho Trà Thất. Hoa: Thường được cắm trong bình, lọ hay dĩa nhỏ, được đặt ở giữa phòng hay đặt dưới bức tranh trong phòng. Nó có tác dụng làm cho căn phòng thêm sinh động, tạo cảm giác thoải mái, gần gũi với thiên nhiên cho người tham gia. Lư trầm: Được đặt ở góc phòng hay dưới bức tranh hoặc giữa phòng. Nhưng thường lư trầm được đặt ở góc phòng. Trầm hương có tác dụng làm cho căn phòng có được mùi hương thoang thoảng phảng phất nhẹ nhàng, khiến cho mọi người được thư giãn tinh thần, thoải mái dễ chịu. Các đạo cụ trên được xếp rất gọn gàng, không chiếm diện tích của phòng trà, tạo sự cân bằng, hòa hợp theo phong thủy.

### Trà Viên

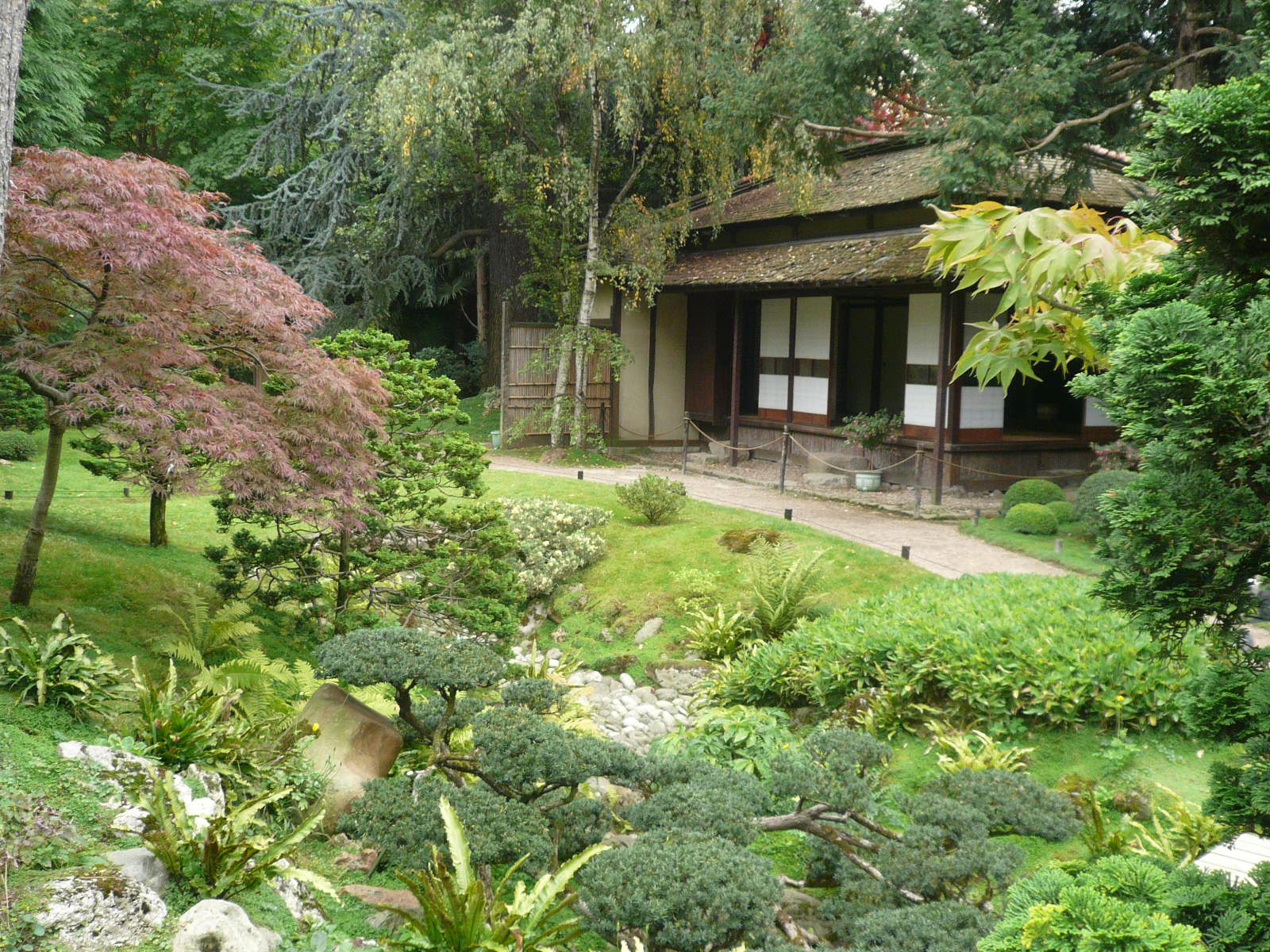
Một trà viên

Trà Viên: Là một khu vườn được thiết kế phù hợp với việc ngắm hoa, và thưởng thức trà. Nhưng loại hình này ít được thông dụng như Trà Thất bởi tính cầu kỳ của nó đòi hỏi cách bày trí khu vườn thật khéo, làm sao cho khu vườn vẫn còn được nét tự nhiên để người tham gia Trà Đạo không có cảm giác bị rơi vào một cảnh giả do bàn tay con người tạo ra. Trong Trà Viên thì ít khi có các tấm chiếu hay thảm vì mọi người thường ngồi trên thảm cỏ trong vườn.
Cách bày trí đạo cụ trong Trà Viên: Hoa, Lư Trầm: Thường được đặt ở giữa chỗ ngồi họp nhóm của những người tham gia. Trong vườn thì có các loài cây như: Hoa anh đào, hoa mai, hoa mơ, tùng, liễu. Những loài cây này dễ tạo cảm hứng thi phú cho người xem trong quá trình đàm Đạo, đối ẩm. Bên cạnh đó là các hòn non bộ, những tảng đá lớn, chậu nước cũng được sắp xếp theo bố cục chặt chẽ, thể hiện sự cân đối Âm – Dương trong phong thủy.

## Đạo cụ pha chế

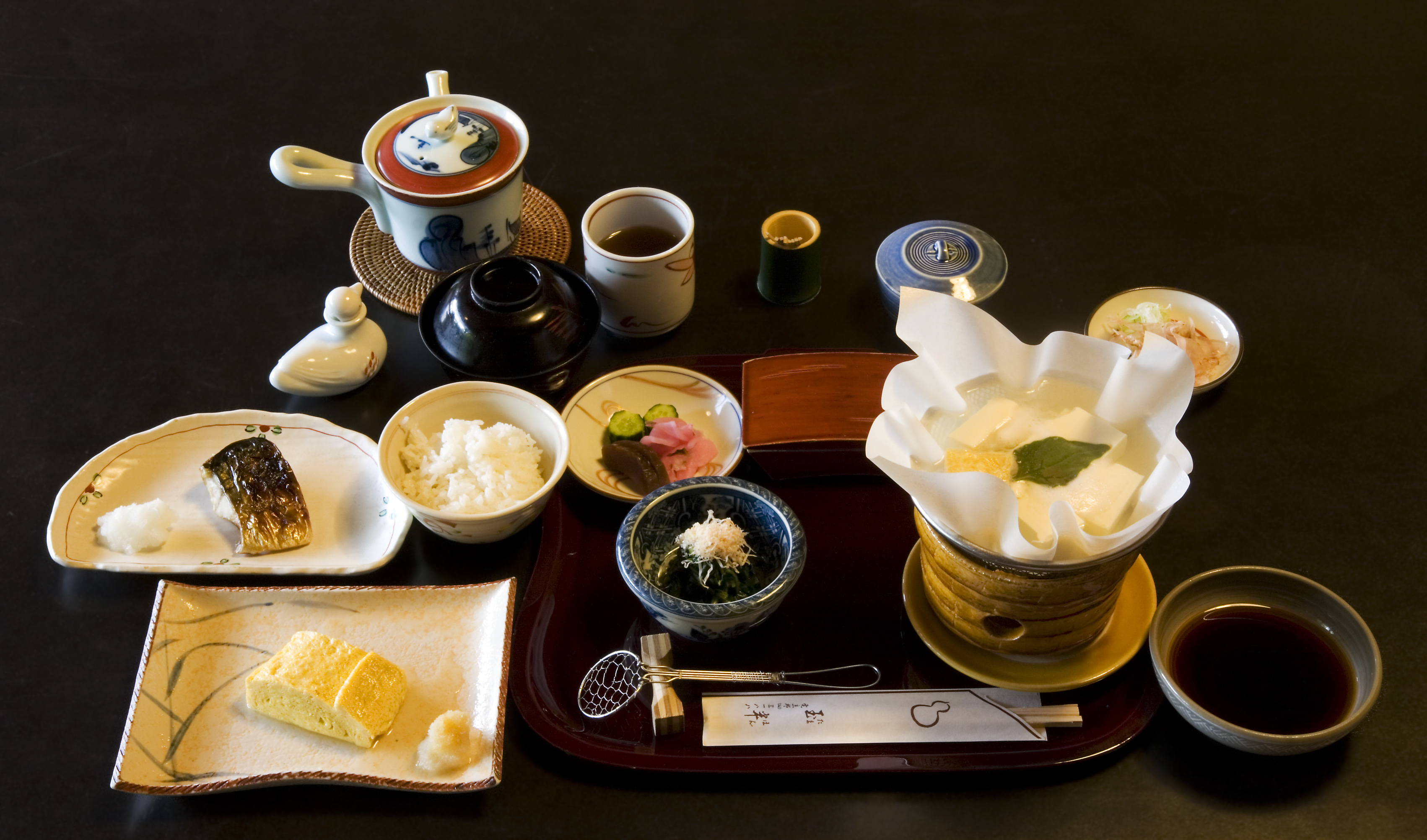

Trà: tùy theo hệ phái nào mà trà được sử dụng có sự khác biệt. Nghệ thuật Điểm trà sử dụng Matcha (まっちゃ): trà bột. Người ta hái những lá trà non đem đi rửa sạch, phơi ráo nước và xay nhuyễn thành bột. Vì thế trà có màu xanh tươi và độ ẩm nhất định chứ không khô như các loại trà lá. Khi uống, bột trà được đánh tan với nước sôi. Trà nguyên lá: chỉ lấy nước tinh chất từ lá trà. Lá trà được phơi khô, pha chế trong bình trà, lấy tinh chất, bỏ xác. Thường sử dụng loại trà cho nước màu vàng tươi hay màu xanh nhẹ.
Phụ liệu: ngoài nguyên liệu chính là trà bột hay trà lá, người pha chế còn cho thêm một số thảo dược, các loại củ quả phơi khô, đậu để làm tăng thêm hương vị cho chén trà, hay quan trọng hơn là mang tính trị liệu, rất có lợi cho sức khỏe, giúp người bệnh mau hồi phục thể chất lẫn tinh thần.
Nước pha trà: thường là nước suối, nước giếng, nước mưa, hay nước đã qua khâu tinh lọc.
Ấm nước (お釜): dùng đun nước sôi để pha trà, thường được làm bằng đồng để giữ độ nóng cao.
Lò nấu nước (焜炉): bếp lò bằng đồng thường dùng than để nấu. Nhưng ngày nay người Nhật đã thay than bằng một bếp điện để bên trong lò đồng.
Hũ đựng nước (水差し): dùng để đựng nước lạnh khi pha trà.
Chén trà (茶碗): chén dùng để dựng trà cho khách thưởng thức. Chén được làm bằng men, công phu, tỉ mỉ và mỗi chén có những họa tiết độc đáo riêng. Vì thế mà trong khi làm một buổi tiệc trà, không có hai chén trà giống nhau. Các nghệ nhân làm chén cũng đưa chủ đề thiên nhiên, thời tiết vào trong tác phẩm của mình, vậy nên có thể dùng chén phù hợp cho 4 mùa: xuân, hạ, thu, đông.
Mùa xuân: chén có những hoa văn mùa xuân như hoa anh đào.
Mùa hạ: là mùa nóng nên chén trà có độ cao thấp hơn, miệng rộng hơn chén trà mùa xuân để dễ thoát hơi nóng.
Mùa thu: chén có hình dạng giống chén mùa xuân, có hoa văn đặc trưng cho mùa thu như lá phong, lá momizi.
Mùa đông: là mùa lạnh nên chén có độ dày và cao hơn các chén mùa khác để giữ nóng lâu hơn. Màu sắc của men cũng mang gam màu lạnh.
Kensui (建水): chậu đựng nước rửa chén khi pha trà, được làm bằng men và to hơn chén trà một chút.
Hũ, lọ đựng trà (なつめ): hủ, lọ dùng để đựng trà bột, được trang trí họa tiết rất đẹp, gần gũi với cuộc sống sinh hoạt nhưng cũng mang tính thẫm mĩ cao. Trên nắp hũ, đôi khi bắt gặp hình quạt giấy, hình hoa lá, tre, trúc,...
Khăn fukusa (ふくさ): khăn lau hủ, lọ trà và muỗng trà khi pha trà.
Khăn chakin (茶巾): khăn lau chén trà khi pha trà, được làm bằng vải mùng màu trắng.
Khăn kobukusa (こぶくさ): khăn dùng để kê chén trà. Khi đem trà cho khách thưởng thức, dùng khăn để lên tay, sau đó đặt chén trà lên để giảm bớt độ nóng từ chén trà xuống tay, sau đó mang chén trà cho khách.
Muỗng múc trà (茶杓): chiếc muỗng bằng tre, dài, một đầu uốn cong để múc trà.
Gáo múc nước: chiếc gáo bằng tre, nhỏ, dài để múc nước từ trong ấm nước, hủ đựng nước ra chén trà.
Cây đánh trà (茶筅): dùng để đánh tan trà với nước sôi. Được làm từ tre, ống tre được chẻ nhỏ một đầu thành nhiều cọng tre có kích thước nhỏ khoảng 1mm.
Bình trà: được dùng để pha trà lá.
Tách trà nhỏ: để thưởng thức loại trà lá.
Bánh ngọt: (như là Wagashi) dùng bánh trước khi uống trà sẽ giúp khách cảm nhận hương vị đậm đà đặc sắc của trà.